# Алан Дзагоев
Алан Елизбарович Дзагоев (Зæгъойты Елизбары фырт Алан – ирон.) е бивш руски футболист, полузащитник. В началото на кариерата си играе като атакуващ халф, а впоследствие като централен полузащитник.
В продължение на 15 години играе за тима на ЦСКА Москва, като има почти 400 изиграни двубоя за „армейците“. За руския национален отбор има 58 мача и 9 гола. Рождената му фамилия е Загошвили, но родителите му я сменят през 2000 г.

## Ранни години
Дзагоев започва кариерата си в юношеска школа номер 4 на Беслан. Играе за детския отбор на Автодор Владикавказ – „Автодор-Юность“. След като е забелязан на турнира Кожена топка, през юли 2005 г. Дзагоев преминава в Академия „Юрий Коноплев“. . През сезон 2006, Алан започва професионалната си кариера в Криля Советов-СОК (сега Академия Димитровград). Дебютира на 29 април 2006 година, а на 14 май същата година вкарва и първия си гол. Това е единственото му попадение за сезона, но през 2007 г. се налага като титуляр в отбора, играещ по това време в Руска Втора Дивизия. За сезон 2007 халфът изиграва 25 мача, в които вкарва 5 гола.

## ЦСКА Москва
В края на 2007 година талантливият полузащитник е закупен от ЦСКА Москва. Дебютира за „армейците“ на 26 април 2008 г. в мач с Луч-Енергия Владивосток. На 11 май вкарва гол и дава две асистенции в срещата с ФК Химки. На 12 юли 2008 година Алан прави три асистенции за разгрома над вечния враг Спартак с 5:1. В мача от 22-ри кръг срещу Зенит за първи път вкарва 2 гола в мач, а ЦСКА побеждава с 3:1. В края на годината Дзагоев е избран за най-добър млад играч със 100 гласа от 100 възможни.
През сезон 2009 към Алан се появява интерес от няколко английски тима, сред които са английските Челси, Ливърпул и Тотнъм. В Шампионската лига през сезон 2009/10 вкарва 3 попадения – срещу Волфсбург, Манчестер Юнайтед и Бешикташ. През първия полусезон на 2010 има 5 попадения в 12 мача в шампионата. През втория полусезон Дзагоев не попада много често в титулярния състав на армейците, но влиза като резерва.
На 31 октомври 2010 г. изиграва своят мач номер 100 за ЦСКА. Дзагоев постепенно се завръща в стартовия състав, като започва титуляр срещу Амкар и Лозана. Той отбелязва гол на швейцарците при победата с 5:1. В началото на сезон 2011/12 Алан отново е ключов футболист в тактиката на армейците.
На 15 май 2011 се отчита с 2 асистенции срещу ФК Ростов във финала за Купата на Русия. След двубоя става ясно, че Алан е запратен в дублиращия тим след изказвания срещу треньора Леонид Слуцкий. Скоро играчът е върнат в първия състав, но губи титулярното си място. На 26 юни влиза като резерва срещу Амкар и 2 минути след появяването си в игра прави асистенция. На 13 август вкарва попадение на Рубин от воле, с което ЦСКА измъква една точка от казанци. На 25 септември отбелязва на Волга, а два дни по-късно се разписва и в Шампионската лига срещу Интер от фаул. В началото на октомври Дзагоев е спряган за Арсенал.
Силните изяви на Дзагоев продължават с гол срещу анжи Анжи и записва 2 асистенции. На 28 октомври записва 3 асистенции срещу Спартак Налчик. В мача срещу Локомотив Москва Алан получава травма, която го отстранява края на сезона. Той не записва повече мачове през сезон 2011/12, но е повикан за Евро 2012 от треньора на Русия Дик Адвокаат.
На 22 септември 2012 г. Дзагоев вкарва два гола на Волга Нижни Новгород, като вторият е със задна ножица. През сезон 2012/13 за първи път в кариерата си става шампион на Русия, а освен това печели и купата на страната. Сезон 2013/14 не е най-добрият за Алан в личен план, тъй като често си изкарва червени картони, а получава и контузия. Все пак към края на сезона Дзагоев отново е един от най-добрите за ЦСКА, а „армейците“ записват 10 поредни победи и дублират шампионската си титла.
През 2014/15 лидерството в тима поемат новите попълнения Роман Еременко и Бибрас Натхо. Все пак, през втория полусезон Дзагоев се утвърждава на позицията на ляво крило. Със завръщането на Сейду Думбия в състава като нападател, Алан е преместен като опорен полузащитник, където извършва невероятно количество работа в средата на терена. Действията на Дзагоев от дълбочина са отчетени от много специалисти като голям прогрес в кариерата на футболиста. Гол на Алан в последния кръг от сезон 2015/16 донася титлата на ЦСКА. В същия мач Дзагоев получава контузия, поради която пропуска Евро 2016.
През сезон 2016/17 е преследван от контузии, като записва само 15 мача, в които вкарва 3 гола. В Шампионската лига изиграва 3 мача, като вкарва 2 попадения – срещу Тотнъм и Байер Леверкузен. През сезон 2017/18 помага на „армейците“ да достигнат 1/4-финал в Лига Европа, което е най-доброто представяне на тима от няколко сезона насам.
След 2018 г. кариерата на Дзагоев е белязана от постоянни контузии, поради което той пропуска голяма част от мачовете. Полузащитникът рядко прекарва на терена цял мач, когато е здрав. На 20 май 2022 г. Дзагоев напуска ЦСКА след 15 години в клуба.
През лятото на 2022 г. става част от Рубин Казан.

## Национален отбор
Дзагоев е национален състезател от септември 2008 година. Дебютира на 11 октомври 2008, срещу Германия. В този мач уцелва греда. На 14 октомври 2009 започва като титуляр срещу Азербайджан. На 8 октомври 2010 вкарва първия си гол за Русия. Това става в мач срещу Ирландия. В същия мач Алан получава травма и е сменен в 85 минута от Алексей Березутски.
В мачът срещу Словакия на 7 октомври започва титуляр и вкарва победният гол. Няколко дни по-късно вкарва 2 гола на Андора и заедно с Роман Павлюченко е голмайстор на отбора за квалификациите за Евро 2012. В „Сборная“ той започва да бъде използван на нетипичната за него позиция десен халф. На 8 юни вкарва 2 гола на Чехия в първия мач от европейското. Въпреки че Русия отпада още в груповата фаза, Дзагоев става голмайстор на първенството с 3 гола. Толкова имат още 5 футболиста.
През 2013 е повикан в младежкия национален отбор за европейското първенство. Алан попада и в идеалния отбор на турнира. Участва и на световното първенство в Бразилия през 2014 г., но и в трите мача треньорът Фабио Капело решава да използва Олег Шатов на позицията на Дзагоев, а Алан влиза като резерва и не успява да помогне на „Сборная“ да прескочи груповата фаза.
Полузащитникът попада в предварителния списък за Евро 2016, но поради контузия е заменен от Дмитрий Торбински и пропуска първенството. Също поради травма не взима участие в Купата на конфедерациите.
През 2018 г. участва на световното първенство, но още в първия мач на Русия със Саудитска Арабия получава контузия. В 1/4-финалната среща с Хърватия влиза като резерва в продълженията и асистира на Марио Фернандес за изравнителния гол за 2:2. Въпреки това, „Сборная“ губи от хърватския тим при изпълнение на дузпи.

## Статистика
| Клуб              | Сезон             | Шампионат | Шампионат | Купа   | Купа   | Суперкупа | Суперкупа | Евротурнири | Евротурнири | Общо   | Общо   |
| Клуб              | Сезон             | Мачове    | Голове    | Мачове | Голове | Мачове    | Голове    | Мачове      | Голове      | Мачове | Голове |
| ----------------- | ----------------- | --------- | --------- | ------ | ------ | --------- | --------- | ----------- | ----------- | ------ | ------ |
| Криля Советов-СОК | 2006              | 12        | 1         | 1      | 0      | 0         | 0         | 0           | 0           | 13     | 1      |
| Криля Советов-СОК | 2007              | 25        | 5         | 1      | 0      | 0         | 0         | 0           | 0           | 26     | 5      |
| Криля Советов-СОК | Общо              | 37        | 6         | 2      | 0      | 0         | 0         | 0           | 0           | 39     | 6      |
| ЦСКА (Москва)     | 2008              | 20        | 8         | 3      | 2      | 0         | 0         | 6           | 3           | 29     | 13     |
| ЦСКА (Москва)     | 2009              | 27        | 7         | 2      | 0      | 1         | 0         | 10          | 3           | 40     | 10     |
| ЦСКА (Москва)     | 2010              | 24        | 6         | 1      | 0      | 1         | 0         | 10          | 2           | 36     | 8      |
| ЦСКА (Москва)     | 2011/12           | 31        | 5         | 5      | 0      | 1         | 0         | 11          | 1           | 48     | 6      |
| ЦСКА (Москва)     | 2012/13           | 24        | 7         | 4      | 0      | 0         | 0         | 2           | 0           | 30     | 7      |
| ЦСКА (Москва)     | 2013/14           | 18        | 3         | 3      | 0      | 1         | 0         | 1           | 0           | 23     | 3      |
| ЦСКА (Москва)     | 2014/15           | 21        | 5         | 4      | 2      | 0         | 0         | 3           | 0           | 28     | 7      |
| ЦСКА (Москва)     | 2015/16           | 29        | 6         | 4      | 1      | 0         | 0         | 10          | 2           | 43     | 9      |
| ЦСКА (Москва)     | 2016/17           | 15        | 3         | 0      | 0      | 0         | 0         | 3           | 2           | 18     | 5      |
| ЦСКА (Москва)     | 2017/18           | 21        | 3         | 0      | 0      | 0         | 0         | 15          | 4           | 36     | 7      |
| ЦСКА (Москва)     | 2018/19           | 7         | 0         | 0      | 0      | 1         | 0         | 3           | 0           | 11     | 0      |
| ЦСКА (Москва)     | 2019/20           | 10        | 0         | 1      | 0      | 0         | 0         | 1           | 0           | 12     | 0      |
| ЦСКА (Москва)     | 2020/21           | 15        | 2         | 3      | 0      | 0         | 0         | 3           | 0           | 21     | 2      |
| ЦСКА (Москва)     | 2021/22           | 20        | 0         | 2      | 0      | 0         | 0         | 0           | 0           | 22     | 0      |
| ЦСКА (Москва)     | Общо              | 282       | 55        | 32     | 5      | 5         | 0         | 78          | 17          | 397    | 77     |
| За цялата кариера | За цялата кариера | 319       | 61        | 34     | 5      | 5         | 0         | 78          | 17          | 436    | 83     |